# H. L. Mellersh
H. L. Mellersh  (* 16. Oktober 1869; † 11. Dezember 1947) war ein englischer Badmintonspieler.

## Karriere
H. Mellersh gewann 1900 den Herrendoppeltitel bei den All England mit F. S. Collier und wurde Zweiter im Mixed 1912 mit Meriel Lucas. 1901 und 1902 siegte er erneut im Doppel mit Collier, während er im letztgenannten Jahr noch einmal Zweiter im Mixed mit Ethel Thomson Larcombe wurde.

## Sportliche Erfolge
| Saison | Veranstaltung | Disziplin    | Platz | Name                                     |
| ------ | ------------- | ------------ | ----- | ---------------------------------------- |
| 1900   | All England   | Mixed        | 2     | H. L. Mellersh / Meriel Lucas            |
| 1900   | All England   | Herrendoppel | 1     | H. L. Mellersh / F. S. Collier           |
| 1901   | All England   | Herrendoppel | 1     | H. L. Mellersh / F. S. Collier           |
| 1902   | All England   | Mixed        | 2     | H. L. Mellersh / Ethel Warneford Thomson |
| 1902   | All England   | Herrendoppel | 1     | H. L. Mellersh / F. S. Collier           |